# Жуана Педрозу
Жуана Педрозу (порт. Joana Pedroso; нар. 6 лютого 1974) — колишня португальська тенісистка.
Найвищу одиночну позицію світового рейтингу — 488 місце досягла 3 вересня 1990, парну — 266 місце — 20 травня 1996 року.
Здобула 2 парні титули.

## Фінали ITF

### Парний розряд: 6 (2–4)
| Результат | Ранг | Дата              | Турнір             | Покриття | Партнерка         | Суперниці                         | Рахунок       |
| --------- | ---- | ----------------- | ------------------ | -------- | ----------------- | --------------------------------- | ------------- |
| Перемога  | 1.   | 13 лютого 1994    | Фару, Португалія   | Тверде   | Едіт Нун          | Олів'я Де Камаре Severine Arpajou | 7–5, 7–6(5)   |
| Перемога  | 2.   | 25 червня 1995    | Елваш, Португалія  | Тверде   | Германа ді Натале | Bonnie Bleecker Manuela Costa     | 5–7, 7–5, 6–3 |
| Поразка   | 1.   | 26 листопада 1995 | Майорка 3, Іспанія | Ґрунт    | Дезіре Лойпольд   | Кіра Надь Андреа Носай            | 4–6, 6–7      |
| Поразка   | 2.   | 3 грудня 1995     | Майорка 4, Іспанія | Ґрунт    | Дезіре Лойпольд   | Лаура Фодорян Maria Popescu       | 4–6, 0–6      |
| Поразка   | 3.   | 12 травня 1996    | Сантандер, Іспанія | Ґрунт    | Ана Салас Лосано  | Марта Кано Нурія Монтеро          | 4–6, 4–6      |
| Поразка   | 4.   | 4 серпня 1996     | Казерта, Італія    | Ґрунт    | Inga Bertschmann  | Marielle Bruens Бахія Мухтассен   | 4–6, 4–6      |